# 루스 프라워 자브발라
루스 프라워 자브발라(Ruth Prawer Jhabvala, 1927년 5월 7일 ~ 2013년 4월 3일)는 독일 태생 영국의 작가, 영화 각본가이다.
1975년 소설 Heat and Dust를 통해 맨부커상을 수상했으며, 이를 원작으로 한 영화 《인도에서 생긴 일》의 각본 역시 맡아 영국 아카데미상 각색상을 수상했다. 이후 영화 《전망 좋은 방》과 영화 《하워즈 엔드》를 통해 아카데미 각색상 2회 수상을 하였다. 영화 감독 제임스 아이보리와 주로 작업하였으며, 루스의 아카데미상과 영국 아카데미상 수상작 모두 제임스의 작품이였다.

## 작품 목록

### 소설
- The Nature of Passion (1956).
- Esmond in India (1958)
- The Householder (1960)
- Get Ready for Battle (1962)
- Like Birds, Like Fishes (1963)
- A Backward Place (1965)
- A Stronger Climate (1968)
- An Experience of India (1971)
- A New Dominion (1972; 미국 출판명은 Travelers)
- Heat and Dust (1975)
- How I Became a Holy Mother and other stories (1976)
- In Search of Love and Beauty (1983)
- Out of India (1986)
- Three Continents (1987)
- Poet and Dancer (1993)
- Shards of Memory (1995)
- East Into Upper East: Plain Tales from New York and New Delhi (1998)
- My Nine Lives (2004)
- A Lovesong for India: Tales from East and West (2011)
- At the End of the Century: The Stories of Ruth Prawer Jhabvala (2018)